# Ángel Bados
Ángel Bados Iparraguirre (Olazagutía Casa del Alto, 1945) es un escultor y pedagogo de arte navarro. Figura importante del grupo de escultores vascos de la década 80.

## Biografía y trayectoria
Estudia en la Escuela de Bellas Artes de Madrid entre los años 1969 y 1973. Vuelve a Navarra, donde se emplea como profesor en la Escuela de Artes y Oficios, para ejercer como profesor en la facultad de Bellas Artes de Bilbao. Realiza su primera exposición en 1975 en Pamplona, en la cual examina y censura el contexto cultural dominante. Ese mismo año es becado por la Diputación de Navarra para trasladarse en 1976 y 1977 a Italia e Inglaterra. Los montajes e instalaciones de tipo conceptual ocupan su actividad artística durante los años setenta. En la siguiente década, ya instalado en Bilbao, se integra en el grupo de escultores vascos, influidos por las teorías estética y la obra de Jorge Oteiza. En los 90 integra su labor pedagógica en la facultad de Bellas Artes de Leioa con la impartición, compartida con Txomin Badiola, de unos talleres en Arteleku los años 1995 y 1997 que logran dirigir y potenciar la obra de numerosos artistas jóvenes del País Vasco.
El año 2008 publicó "Oteiza. Laboratorio experimental." un trabajo que sirvió para organizar y catalogar el trabajo de laboratorio del escultor Jorge Oteiza, junto al citado libro comisarió una exposición en la Fundación Museo Oteiza.
Hay que destacar los seminarios sobre arte y representación que el Dr. Bados Iparraguirre impartió durante años en la Universidad del País Vasco, es una parte fundamental de su trabajo, ya que con estos seminarios una generación de artistas jóvenes potencian la creatividad y actitud crítica, analítica y constructiva de las artes. 
En el año 2018 le fue concedido el Premio Nacional de Artes Plásticas de España.